# Lightbend Inc.
Lightbend (раніше Typesafe) — компанія створена у 2011 році Мартином Одерски, автором мови Scala, і Йонасом Бонером, автором Akka. Надає платформу із відкритим кодом для створення реактивного програмного забезпечення для JVM, що складається із Play Framework, Akka і мови програмування Scala разом із додатковими бібліотеками та інструментами  такими як інтегроване середовище розробки Scala для Eclipse, бібліотека для роботи з базами даних Slick і інструмент для збирання sbt. Lightbend також надає послуги з навчання, консультування і платної підтримки платформи.
Один із ініціаторів і ключових розробників Reactive Streams.

## Інвестори
Lightbend початково одержала $3 мільйони від Greylock Partners., потім додатково ще $14 мільйонів від Shasta Ventures, Greylock Partners, Juniper Networks і Francois Stieger.

## Продукти
Lightbend розробляє наступні продукти з відкритим кодом: 
- Мова програмування Scala
- Akka
- Play Framework
- бібліотека для роботи з базами даних Slick[7][8]
- інструмент для збирання sbt
- Scala IDE для Eclipse[9]
- Lightbend Activator[10]

## Конференції
Lightbend проводить щорічну конференцію Scala Days, що збирає розробників Scala зі всього світу.